# Eugenio Gerardo Lobo
Eugenio Gerardo Lobo (Cuerva,  24 de setembro de 1679 - Barcelona, 17 de agosto de 1750), foi um escritor, poeta e soldado espanhol. Nasceu em uma família nobre toledana e seguiu a carreira militar, participando da Guerra de Sucessão Espanhola e em várias campanhas na África e na Itália. Recebeu o hábito da Ordem de Santiago e foi governador militar e civil de Barcelona. Lobo escreveu algumas comédias e cultivou os gêneros poéticos típicos de sua época: versos festivos, religiosos, conceitos amorosos, etc. Ele morreu de uma queda de um cavalo.

## Algumas edições
- Obras varias, Sevilla: Francisco de Leefdael, 1713.
- Obras poéticas, Pamplona: Joseph Ezquerro, 1724.
- Obras poéticas. Nueva edición, corregida, y aumentada con muchas Piezas posthumas, en verso, y prosa, y obras inéditas de diversos Autores, 2 vols. Madrid: en la imprenta de Miguel Escribano, 1769.